# Антео Дзамбони
Антео Дзамбони (на италиански: Anteo Zamboni) е млад италиански анархист, извършил неуспешно покушение срещу фашисткия диктатор Бенито Мусолини, след което е нападнат, линчуван и убит от скуадристи (фашистки отряди) в Болоня на 31 октомври 1926 г.

## Биография
Той е едва на 15 г., когато умира от нанесения му побой и прободни рани непосредствено след неуспешния опит да убие Мусолини. Тази случка става повод Мусолини да въведе още по-драконовски законодателни мерки и репресии срещу политическите му противници.
Дзамбони произхожда от семейство на баща – разорен печатар, анархист и антифашист. Разбирайки за посещението на Мусолини в Болоня на 31 октомври 1926 г. за откриването на стадиона „Литориале“ и за тържественото отбелязване на четвъртата годишнина от идването на фашистката партия на власт в Италия, Антео решава, че моментът е подходящ да ликвидира фашисткия лидер. Подробности около плана му не стават известни, понеже Дзамбони е убит от фашистките отряди, още преди италианската полиция да успее да го изтръгне от ръцете им̀ с цел да снеме показанията му за участието му в евентуален заговор срещу властта.
В последвалия процес за опита за убийство на държавния глава бащата и лелята на младия анархист са осъдени на по 30 години лишаване от свобода за това, че са подкрепяли анархистките и антифашистки идеи на младия Антео. Впоследствие Мусолини помилва най-близките роднини на младия атентатор „с цел да не ги превръща в мъченици“, а папа Пий XI осъжда нападението.
Името на младия анархист носи улица в Болоня – „Мура Антео Дзамбони“. По мотиви от този атентат е направен и филмът „Любов и анархия“ от 1973 г.